# PTV (Automarke)

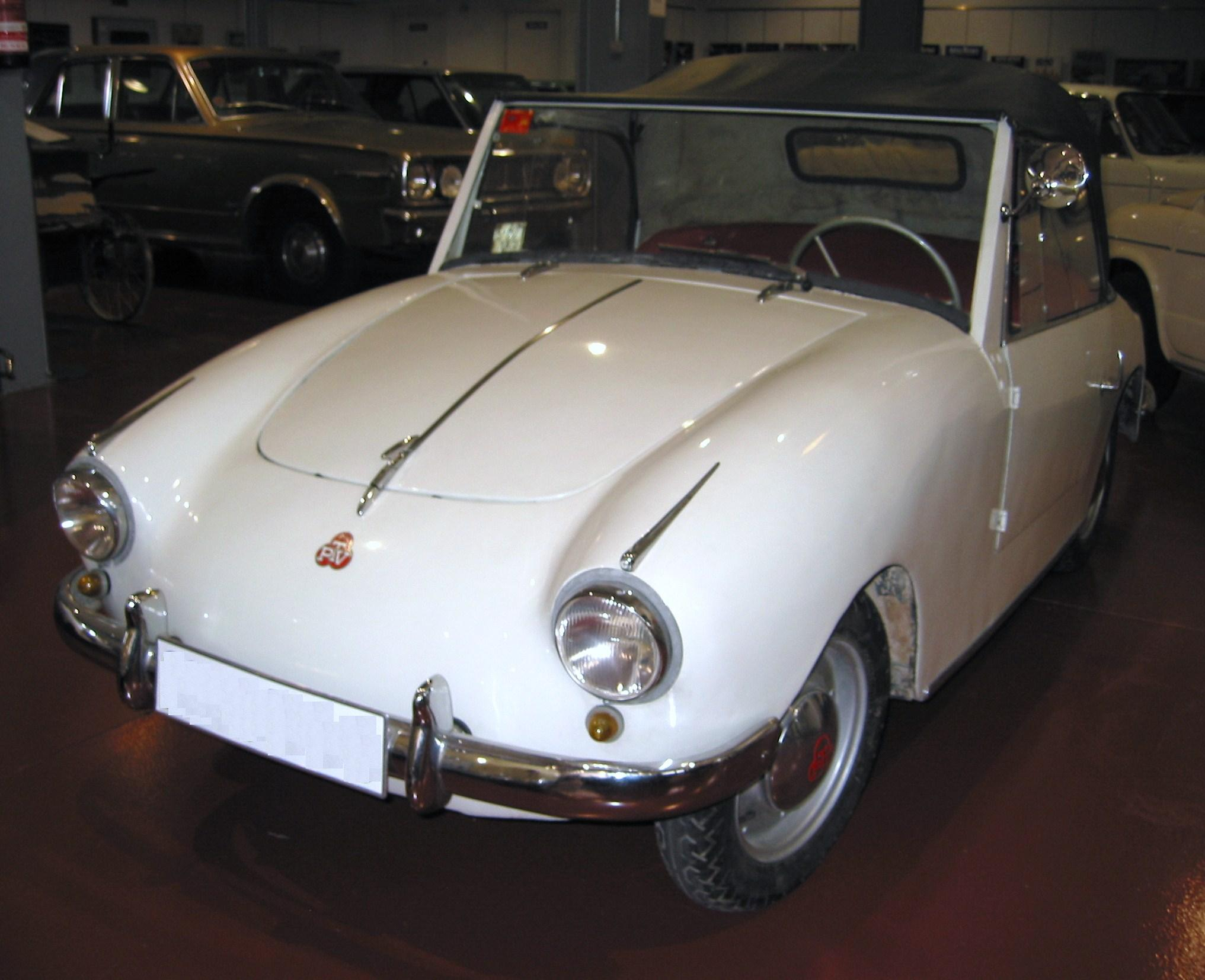
PTV von 1957

PTV war eine spanische Automarke.

## Unternehmensgeschichte
Das Unternehmen Automóviles Utilitarios SA, kurz AUSA, wurde 1956 von Maurici Perramón, Guillem Tachó und Josep Vila in Manresa zur Produktion von Automobilen gegründet. Als Markenname wurden die Initialen der drei Firmengründer verwendet. 1962 wurde die Produktion nach etwa 1200 hergestellten Exemplaren eingestellt, und die Firma stellte um auf die Herstellung von kompakten Transportfahrzeugen für das Baugewerbe wie Vorderkipper oder Raupentransporter.

## Fahrzeuge
Das erste Modell war der 250. Es war ein offener Zweisitzer mit Heckmotor eigener Fertigung. Der Einzylindermotor leistete aus 247 cm³ Hubraum 10 bis 11 PS. Später war auch ein Motor mit 350 oder 400 cm³ Hubraum lieferbar.
Fahrzeuge dieser Marke sind in verschiedenen spanischen Automuseen zu besichtigen.